# Kanada (travhäst)
Kanada, född 9 mars 2020, är en fransk varmblodig travhäst. Han tränas av Thierry Duvaldestin och körs av Théo Duvaldestin.
Kanada började tävla i augusti 2022 och inledde med två raka vinster innan han blev tvåa i karriärens tredje start. Han har till juni 2023 sprungit in 160 620 euro på 11 starter, varav 2 segrar, 3 andraplatser och 2 tredjeplatser. Han har tagit karriärens hittills största framgång genom andraplatsen i Prix Paul-Viel (2023).
Han har även kommit på andraplats i Prix Paul Karle (2023) och kommit på tredjeplats i Critérium des Jeunes (2023) och Prix Maurice de Gheest (2023).

## Statistik
| Statistik för Kanada (Ref.) | Statistik för Kanada (Ref.) | Statistik för Kanada (Ref.) | Statistik för Kanada (Ref.) | Statistik för Kanada (Ref.) | Statistik för Kanada (Ref.) |
| --------------------------- | --------------------------- | --------------------------- | --------------------------- | --------------------------- | --------------------------- |
| Starter                     | Placeringar                 | Startprissumma              | Segerprocent                | Platsprocent                | Rekord                      |
| 11                          | 2-3-2                       | 160 620 euro                | 18 %                        | 64 %                        | 1.12,2ak,                   |

### Starter
| Nr | Datum             | Lopp                                | Bana      | Kusk                | Tid     | Distans | Plac. | Vinstbelopp |
| -- | ----------------- | ----------------------------------- | --------- | ------------------- | ------- | ------- | ----- | ----------- |
| -  | 11 maj 2022       | Kvallopp                            | Caen      | Thierry Duvaldestin | 1.19,2a | 2 140 m | gdk   | 0 euro      |
| 1  | 28 augusti 2022   | Prix Sarl Freard Fils et Sas Freard | Le Sap    | Thierry Duvaldestin | 1.17,5a | 2625 m  | 1     | 4 500 euro  |
| 2  | 13 september 2022 | Prix Erato                          | Vincennes | Thierry Duvaldestin | 1.17,0a | 2 200 m | 1     | 14 400 euro |
| 3  | 27 september 2022 | Prix Hekate                         | Vincennes | Théo Duvaldestin    | 1.17,7a | 2 200 m | 2     | 12 500 euro |
| 4  | 21 oktober 2022   | Prix Louis Cauchois                 | Vincennes | Théo Duvaldestin    | 1.15,5a | 2 200 m | 4     | 4 320 euro  |
| 5  | 26 november 2022  | Prix Timoko                         | Vincennes | Théo Duvaldestin    | 1.15,6a | 2 200 m | 5     | 3 000 euro  |
| 6  | 17 december 2022  | Prix Emmanuel Margouty              | Vincennes | Théo Duvaldestin    | Da      | 2 700 m | Da    | 0 euro      |
| 7  | 7 januari 2023    | Prix Maurice de Gheest              | Vincennes | Théo Duvaldestin    | 1.13,5a | 2 175 m | 3     | 16 800 euro |
| 8  | 28 januari 2023   | Prix Paul-Viel                      | Vincennes | Théo Duvaldestin    | 1.14,2a | 2 700 m | 2     | 37 500 euro |
| 9  | 19 februari 2023  | Critérium des Jeunes                | Vincennes | Théo Duvaldestin    | 1.13,1a | 2 700 m | 3     | 28 000 euro |
| 10 | 12 maj 2023       | Prix Paul Karle                     | Vincennes | Théo Duvaldestin    | 1.13,3a | 2 700 m | 2     | 30 000 euro |
| 11 | 30 maj 2023       | Prix Kalmia                         | Vincennes | Théo Duvaldestin    | 1.12,2a | 2 175 m | 4     | 9 600 euro  |

## Stamtavla
| Efter Earl Simon | Prodigious     | Goetmals Wood     | And Arifant        |
| Efter Earl Simon | Prodigious     | Goetmals Wood     | Tahitienne         |
| Efter Earl Simon | Prodigious     | Imagine d'Odyssee | Buvetier d'Aunou   |
| Efter Earl Simon | Prodigious     | Imagine d'Odyssee | Battante d'Odyssee |
| Efter Earl Simon | Tindrana       | Insert Gede       | Jet du Vivier      |
| Efter Earl Simon | Tindrana       | Insert Gede       | Cadence Gede       |
| Efter Earl Simon | Tindrana       | Joy of Life       | Turquetil          |
| Efter Earl Simon | Tindrana       | Joy of Life       | Expection          |
| Undan Avila      | Ready Cash     | Indy de Vive      | Viking's Way       |
| Undan Avila      | Ready Cash     | Indy de Vive      | Tekiflore          |
| Undan Avila      | Ready Cash     | Kidea             | Extreme Dream      |
| Undan Avila      | Ready Cash     | Kidea             | Doceanide du Lilas |
| Undan Avila      | Encombevineuse | Workaholic        | Speedy Crown       |
| Undan Avila      | Encombevineuse | Workaholic        | Ah So              |
| Undan Avila      | Encombevineuse | Ugorella          | Gipsy d'Hudson     |
| Undan Avila      | Encombevineuse | Ugorella          | Qualis Gloria      |